# Kapitán (vojenství)
Kapitán je vojenská hodnost příslušníka důstojnického sboru. Této hodnosti se používá v některých státech i v policejních sborech a jiných hierarchicky strukturovaných složkách. Kapitán velí zpravidla rotě, někdy četě.
V Armádě České republiky jde o nejvyšší hodnost nižšího důstojníka a uvádí se též zkratkou kpt. Nejbližší nižší hodnost je nadporučík a nejbližší vyšší hodnost je major. V zemích NATO odpovídá hodnost kapitána zařazení s kódem OF-2. Obvykle je hodnost kapitána nejvyšší hodností, které dosáhne důstojník v poli nebo které dosáhne neprofesionální voják v záloze.
Hodnost kapitána nesmí být zaměňována s hodnostmi kapitána u námořnictev nebo group captaina užívanou některými letectvy, které odpovídají hodnosti plukovníka pozemních sil.

## Historie
Před francouzskou revolucí byl kapitánem obvykle šlechtic, který si zakoupil právo velení od předchozího držitele tohoto práva. Tyto peníze byly pro kapitána, který odcházel do výslužby, posledním zdrojem příjmů. Během služby mohl získat peníze od jiného šlechtice, který pak pod ním sloužil jako jeho poručík. Kapitán byl zodpovědný za financování jednotek, které mu náleželo od panovníka nebo jeho vlády. Jestliže kapitán mužstvo neplatil, nebo byl odsouzen vojenským soudem pro jiné přečiny, byl odvolán a panovník mohl prodat uvolněné místo.

## Hodnostní označení v ČR
| ARMÁDA České republiky | Vzdušné síly AČR |
| ---------------------- | ---------------- |
|                        |                  |

| POLICIE ČSFR | POLICIE České republiky | POLICIE České republiky |
| ------------ | ----------------------- | ----------------------- |
|              |                         |                         |
| 1990 - 1992  | 1993 - 2015             | 2015 - do teď           |

| Hasičský záchranný sbor ČR | Celní správa ČR | Vězeňská služba ČR |
| -------------------------- | --------------- | ------------------ |
|                            |                 |                    |

## Zajímavosti
Zlatým trojcípým hvězdám, které tvoří hodnostní označení kapitána v české armádě, se hovorově říká mercedesy.
Při nalodění pozemního vojska se všichni pozemní velitelé v hodnosti kapitána dočasně povyšují na majory, aby nedocházelo ke kolizím terminologie s hodností kapitána plavidla.

## Hodnostní označení ve světě
Obrázky níže ukazují různá hodnostní označení kapitána, nebo obdobné hodnosti, ve světě.

Belgické pozemní síly
Egypt
Finsko
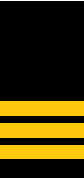
Francie
Itálie
Kanada
Kolumbie
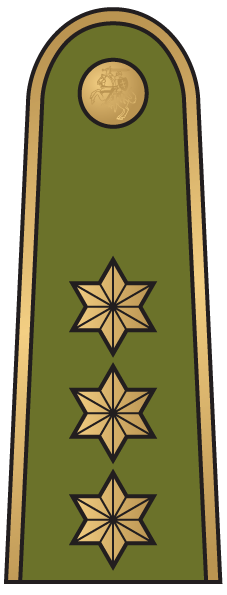
Litva
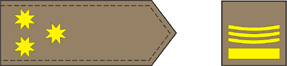
Makedonie
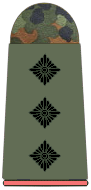
Německo
Nizozemsko
Polsko
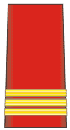
Rumunsko
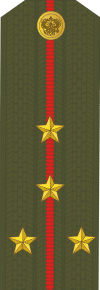
Rusko
Řecko
Švédsko
Thajsko
USA